# Eumyrmococcus corinthiacus
Eumyrmococcus corinthiacus är en insektsart som beskrevs av Williams 1993. Eumyrmococcus corinthiacus ingår i släktet Eumyrmococcus och familjen ullsköldlöss. Inga underarter finns listade i Catalogue of Life.